# FK Sumarice
FK Sumarice var en fotbollsförening från Stockholm i Stockholms län. Föreningen grundades 1983 av jugoslaviska invandrare. Namnet togs av byn Šumarice i centrala Serbien. Laget klättrade snabbt i seriesystemet; 1985 vann klubben division VIII, 1986 division VII, 1987 division VI, 1988 division V och 1989 division IV. Säsongen 1990 vann Sumarice division III Östra Svealand överlägset före Assyriska, Råsunda och Huddinge. En viktig förklaring till framgången var att laget hade sju nya spelare inför säsongen, samtliga utlånade av sina jugoslaviska klubbar, som de fick lön från. Dessa spelare kunde träna två gånger om dagen, vilket var väsensskilt för andra division III-föreningar.
Anpassningen till division II blev tuff för klubben. I division II tilläts vid denna tid endast två utländska spelare utöver de som varit mantalsskrivna i minst tre år, varpå Sumarice tvingades bygga ett lag huvudsakligen utan jugoslaviska lånespelare. Vistelsen i division II blev därför en plågsam upplevelse: en (1) poäng i vårserien, inga poäng och minus 86 i målskillnad på 14 matcher i höstserien med degradering som följd.
Till säsongen 1992 namnändrades föreningen till FC Stockholm. Som FC Stockholm vann laget sin division III-serie på våren och slutade fyra i höstserien. Efter säsongen slogs föreningen samman med FK Plavi Team, likaledes med jugoslaviska rötter, till FC Plavi Team/Stockholm.